# Montecastrilli
Montecastrilli ist eine italienische Gemeinde mit 4780 Einwohnern (Stand 31. Dezember 2023) in der Provinz Terni in der Region Umbrien.

## Geographie
Die Gemeinde erstreckt sich über rund 62 km². Sie liegt etwa 50 km südlich von Perugia und rund 15 km nordwestlich von Terni. Durch das östliche Gemeindegebiet fließt der Naia.
Zu den Ortsteilen gehören Casteltodino (436 m, ca. 870 Einwohner), Farnetta, Collesecco (405 m, ca. 100 Einwohner), Castel dell’Aquila (384 m, ca. 480 Einwohner), Quadrelli (373 m, ca. 320 Einwohner) und Ponte (361 m, ca. 70 Einwohner).
Die Nachbargemeinden sind Acquasparta, Amelia, Avigliano Umbro, Guardea, Narni, San Gemini und Terni.

## Geschichte
Der Legende nach entstammt der Ortsname dem lateinischen Wort Castra (Heerlager) und entstand zu der Zeit, als Hannibal im zweiten punischen Krieg nach Rom zog. Nach dem Fall des Römischen Reiches regierten im Ort zuerst die Langobarden, dann die Byzantiner, die den Ort zur Festung ausbauten, um ihre Wege nach Ravenna und Rom zu schützen. Im Mittelalter war der Ort Teil der Terre Arnolfe der Signoria degli Arnolfi (ca. heutige Provinz Terni) bis 1093, als der Kirchenstaat die Herrschaft über Montecastrilli übernahm.

## Sehenswürdigkeiten
- Chiesa parrocchiale di San Nicolò, Pfarrkirche im Hauptort, enthält das Werk Sant’Antonio e Santa Lucia von Bartolomeo Poliziano (1629).[5]
- Santa Chiara, 1649 durch Cinto Accursi entstandenes Kloster im Hauptort.[6] Enthält ein Altarbild von Girolamo Troppa (1678).[3]
- Chiesa di San Martino in Coccomellis, durch die Arnolfi um das Jahr 1000 entstandene Friedhofskirche von Montecastrilli.[7]
- Santa Maria in Ciciliano, wahrscheinlich 11. Jahrhundert als Kirche der Burg von Ciciliano (heute nicht mehr vorhanden) entstanden.[8]
- Sacro Cuore, 1629 entstandene Kirche im Ortskern des Ortsteils Castel dell’Aquila. War bis 1936 als Cappellania di San Pancrazio bekannt und wurde dann umbenannt.[9]
- Santi Giacomo e Marco, Pfarrkirche im Ortsteil Castel dell’Aquila, die im 13. Jahrhundert entstand. Der Campanile wurde 1954 restauriert und erneuert.[10]
- San Giuseppe, Kirche kurz außerhalb und östlich des Ortsteils Castel dell’Aquila, die in der Mitte des 19. Jahrhunderts entstand.[11]
- Santissima Annunziata, Kirche kurz außerhalb der Wehrmauern des Ortsteils Casteltodino, die von 2011 bis 2014 entstand.[12]
- San Bartolomeo, Kirche im Ortskern des Ortsteils Casteltodino. Entstand im 11. oder 12. Jahrhundert und wurde 1248 erstmals dokumentiert.[13]
- San Cristoforo, vor 1210 entstandene Kirche im Ortskern des Ortsteils Colle Secco.[14]
- San Lorenzo in Niflis, ca. 1 km vom Ortskern und 1 km vom Ortsteil Farnetta gelegene Kirche aus dem 11. Jahrhundert. Enthält Fresken aus dem 12. Jahrhundert.[3]
- San Nicolò, Kirche in Farnetta
- Santa Lucia, Kapelle in Farnetta
- Santa Maria Assunta, Kirche aus dem 13. Jahrhundert im Ortskern des Ortsteils Quadrelli. Das älteste Fresko der Kirche, San Francesco darstellend, stammt aus dem Jahr 1403. Der historische Campanile wurde um 1905 durch einen neuen ersetzt.[15]
- Madonna del Rosario, Kirche im Ortskern des Ortsteils Quadrelli nahe dem Eingang der Hauptkirche Santa Maria Assunta. Die Kirche entstand 1616, dokumentiert auf dem Portal.[16]

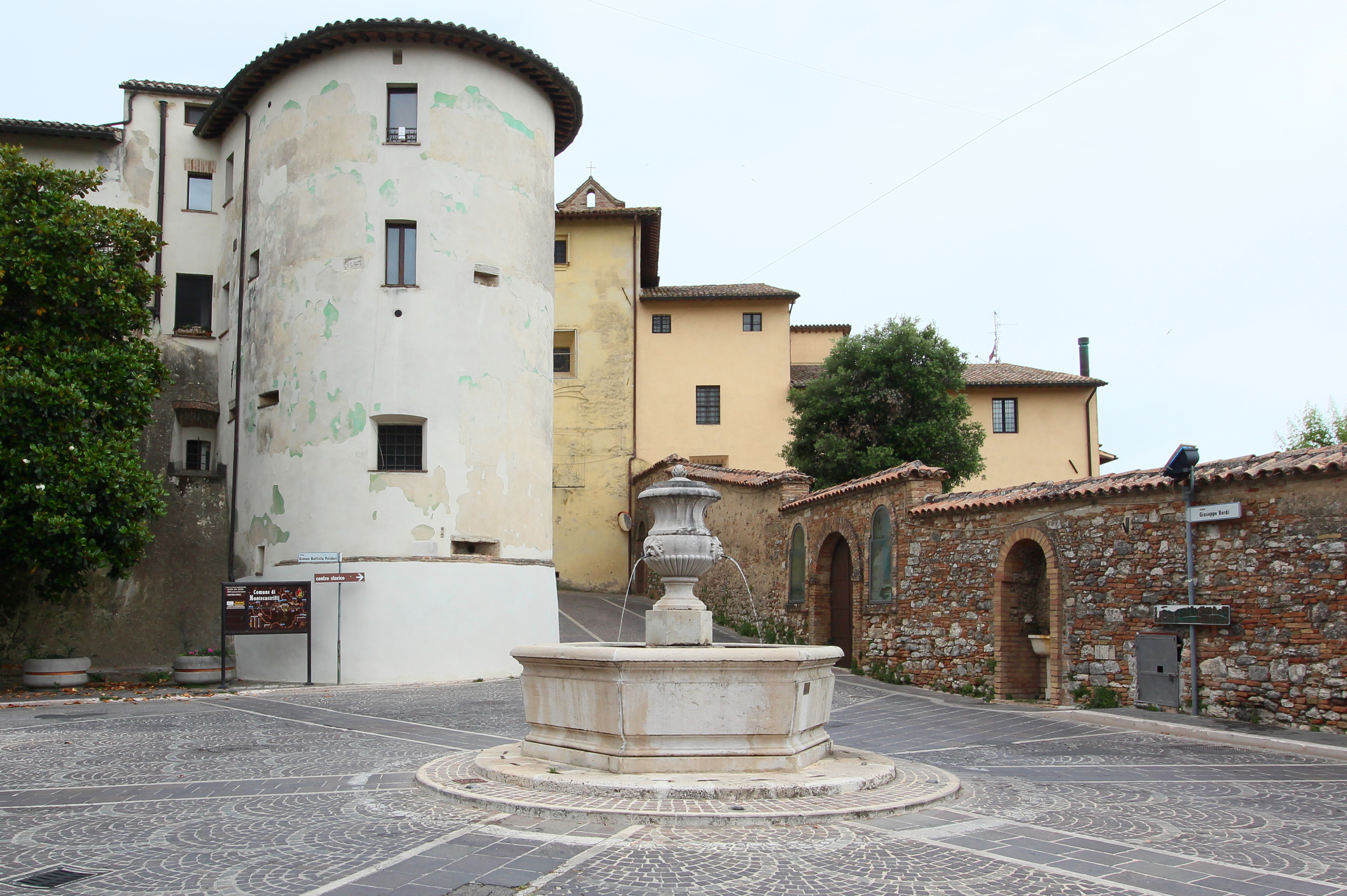
Montecastrilli
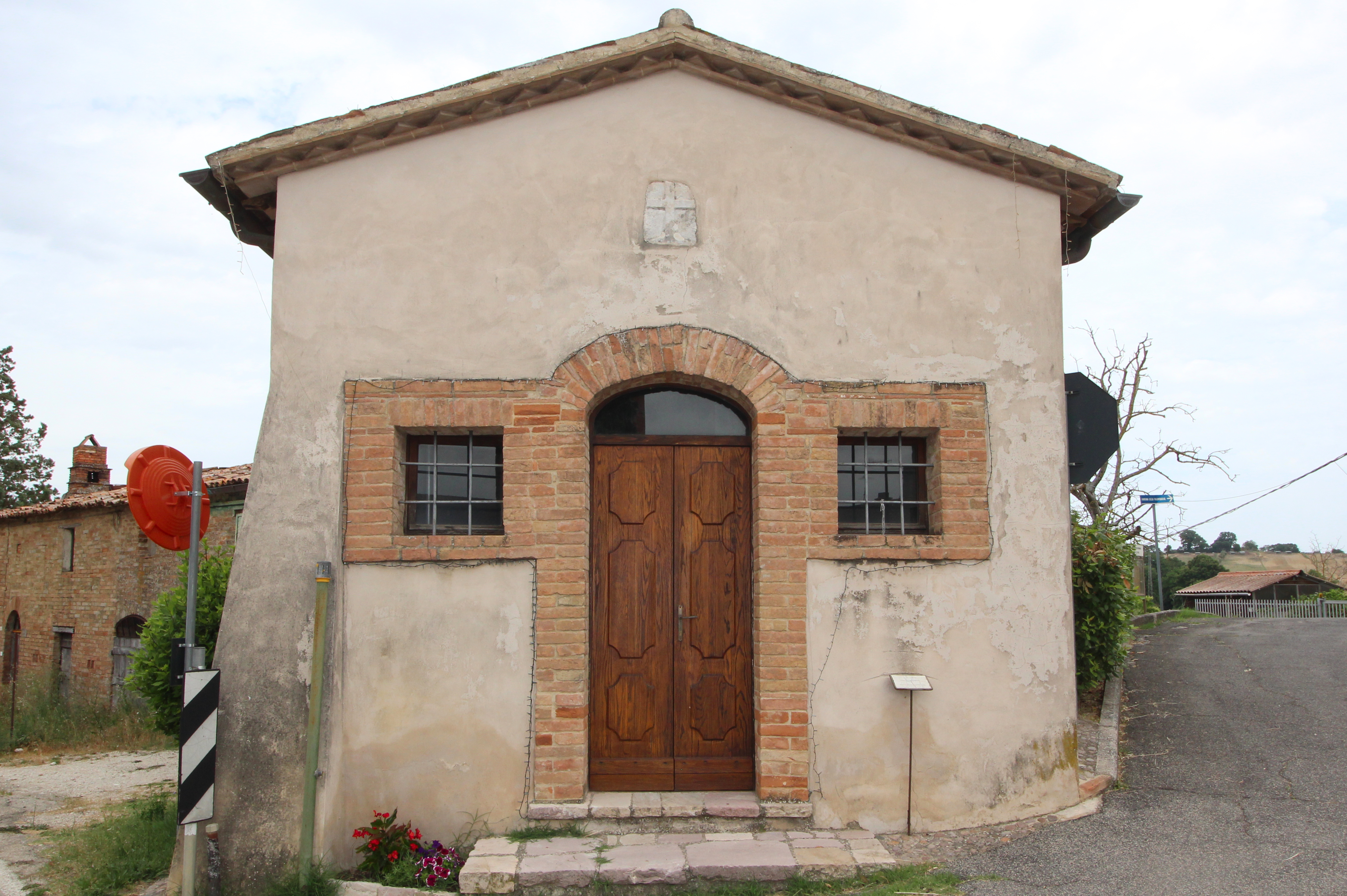
Santa Lucia
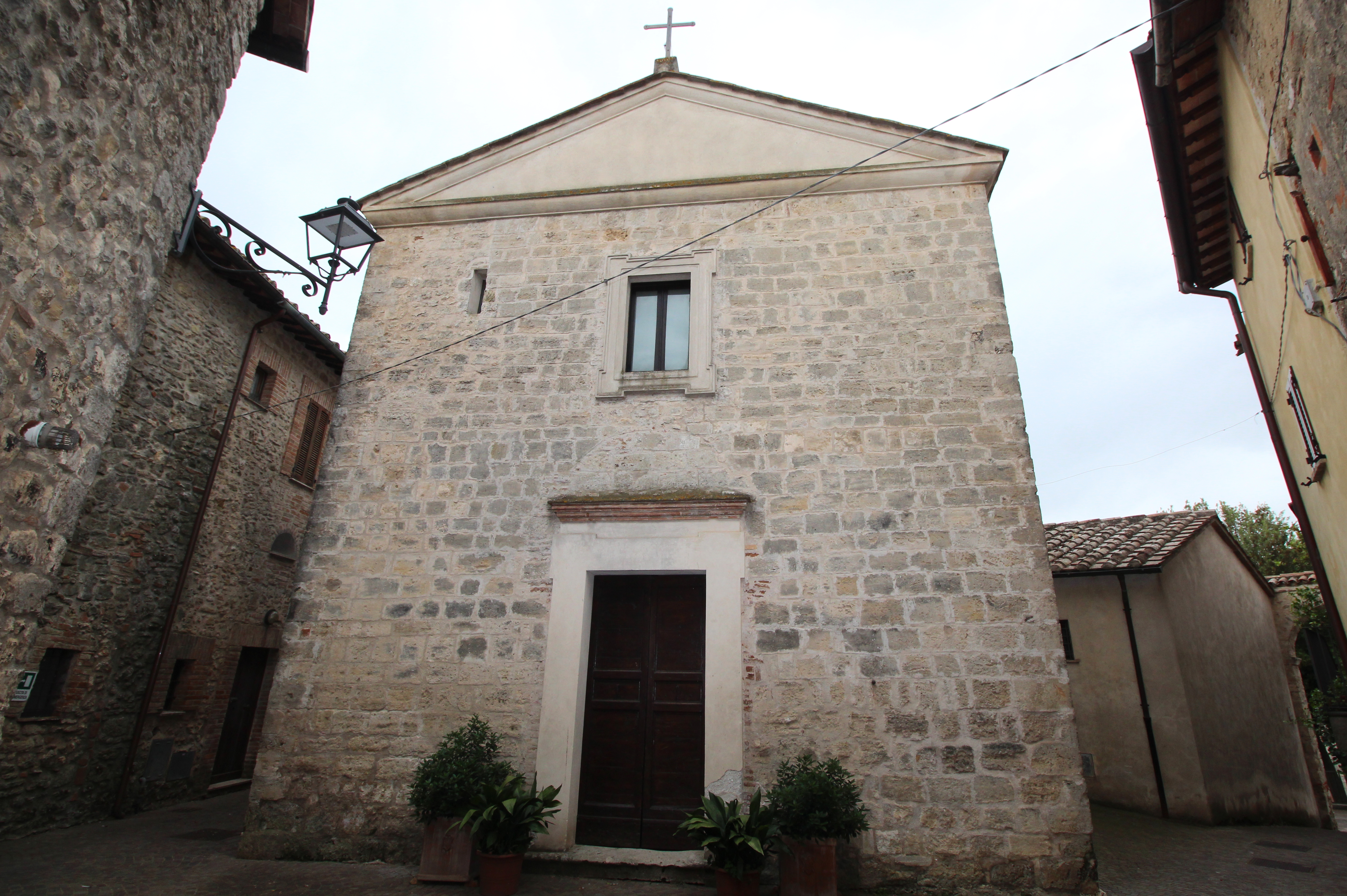
San Bartolomeo, Casteltodino
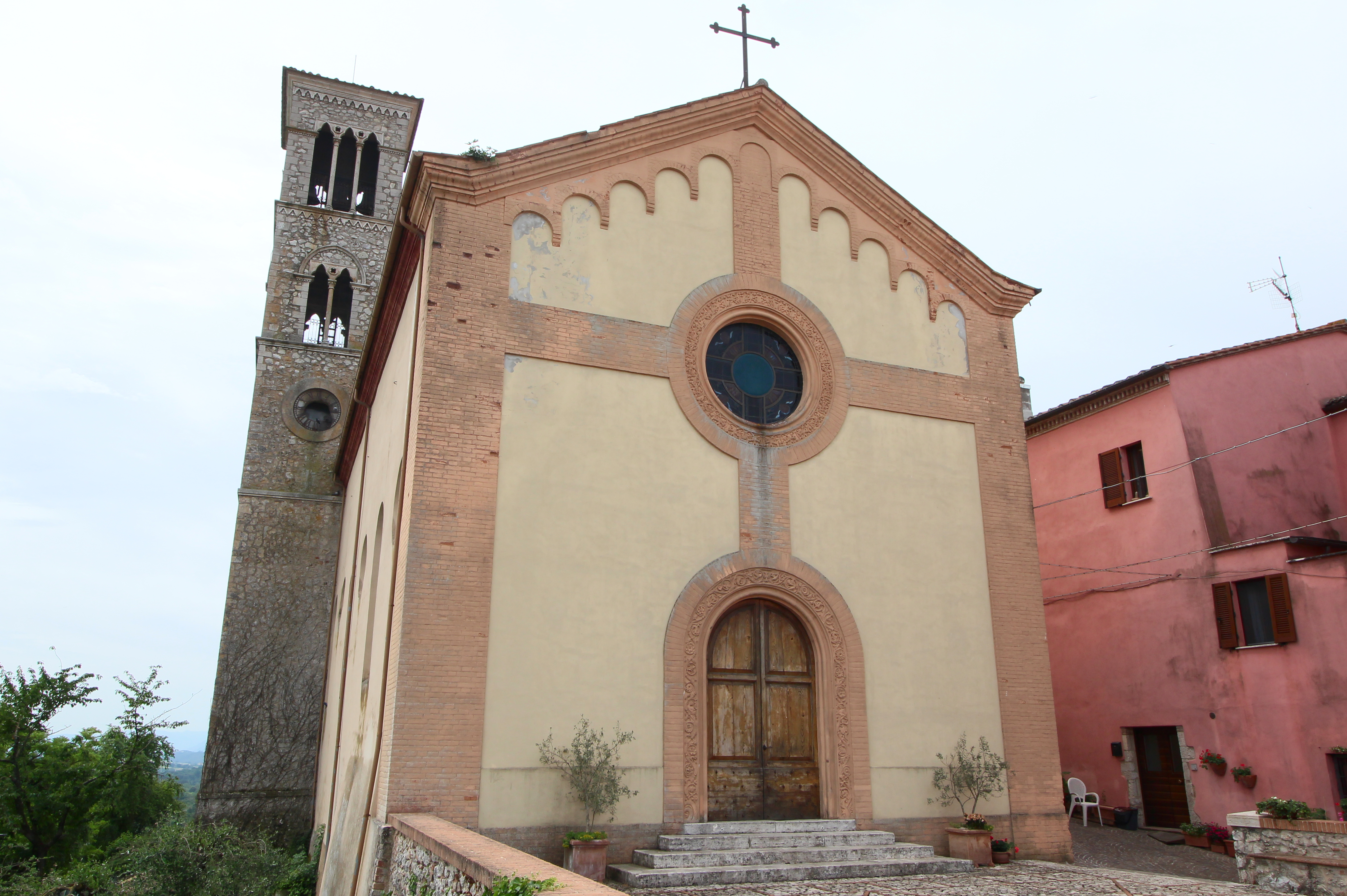
Kirche Santi Giacomo e Marco, Castel dell’Acquila
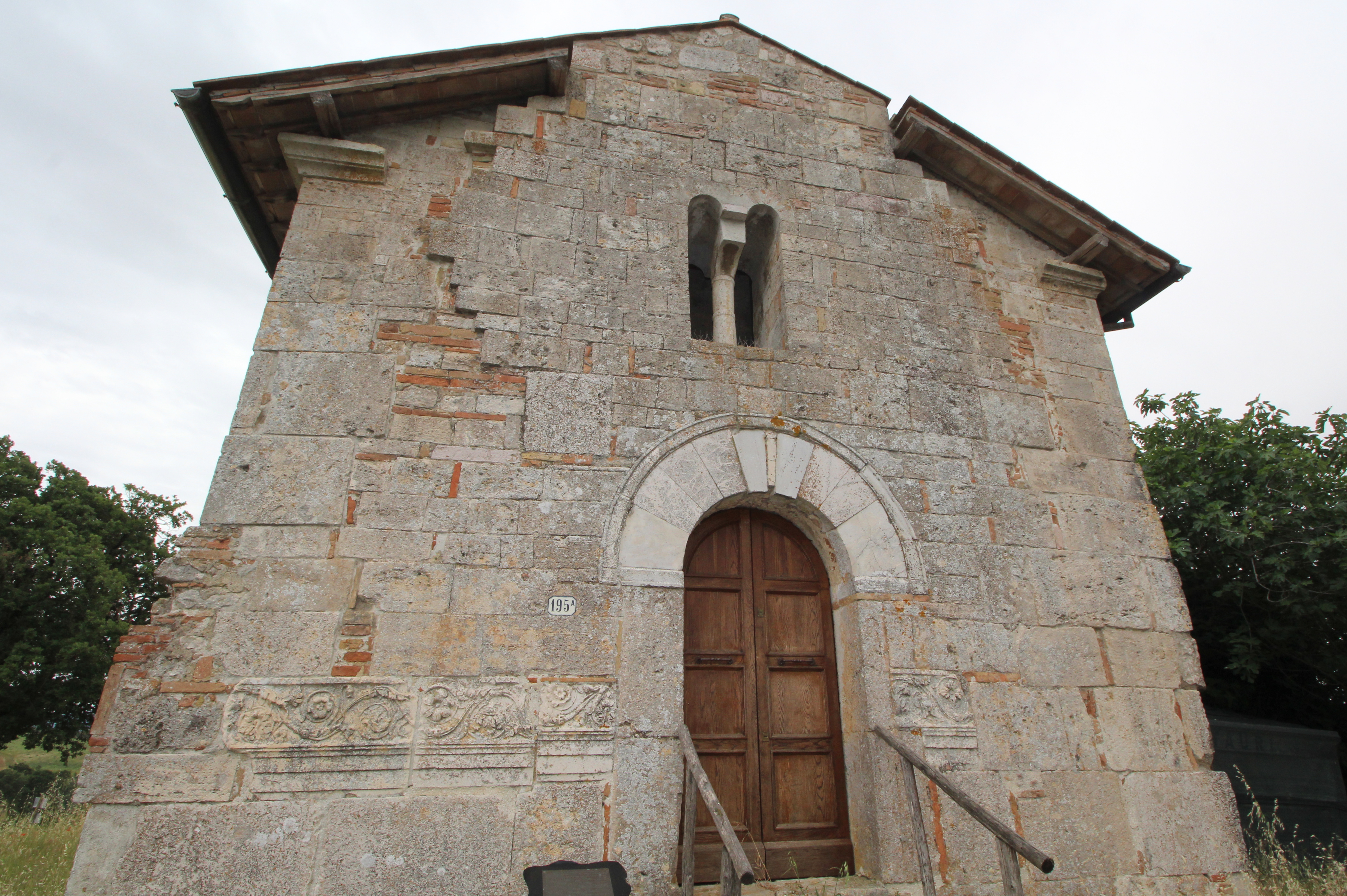
San Lorenzo in Nifili, Farnetta